# Bahnstrecke Dettelbach Bahnhof–Dettelbach Stadt
| Kursbuchstrecke (DB): | 416c (1960)          |                    |                    |
| Kursbuchstrecke: | 415e (1946)          |                    |                    |
| Streckenlänge: | 5,54 km              |                    |                    |
| Spurweite: | 1435 mm (Normalspur) |                    |                    |
| Maximale Neigung: | 20 ‰                 |                    |                    |
| Minimaler Radius: | 264 m                |                    |                    |
| |                      |                    |                    |
| \| \| \| von Würzburg \| \| \| \| 0,0 \| Dettelbach Bahnhof \| Dettelbach Bahnhof \| \| \| \| nach Fürth \| \| \| \| 1,8 \| Bibergau \| Bibergau \| \| \| 5,5 \| Dettelbach Stadt \| Dettelbach Stadt \| |                      |                    |                    |
| Strecke |                      | von Würzburg       | von Würzburg       |
| Bahnhof | 0,0                  | Dettelbach Bahnhof | Dettelbach Bahnhof |
| Abzweig ehemals geradeaus und nach rechts |                      | nach Fürth         | nach Fürth         |
| Haltepunkt / Haltestelle (Strecke außer Betrieb) | 1,8                  | Bibergau           | Bibergau           |
| Kopfbahnhof Streckenende (Strecke außer Betrieb) | 5,5                  | Dettelbach Stadt   | Dettelbach Stadt   |

Die Bahnstrecke Dettelbach Bahnhof–Dettelbach Stadt war eine Nebenbahn in Bayern. Sie zweigte in Dettelbach-Bahnhof von der Bahnstrecke Fürth–Würzburg und führte nach Dettelbach. Die Strecke wurde vom 30. August 1900 bis 2. Oktober 1960 im Personenverkehr und bis 1966 im Güterverkehr betrieben. 

## Geschichte
Schon früh hatte sich der Reichstagsabgeordnete und spätere Bürgermeister Luitpold Baumann für die Errichtung der fünf Kilometer langen Strecke eingesetzt. 1896 wurde der Bau der Strecke von Dettelbach Bf über Bibergau nach Dettelbach Stadt genehmigt. Am 30. August 1900 fand die Eröffnung der Bahnstrecke statt. „Am frühen Morgen“, so ein zeitgenössischer Bericht, „krachten die Böller, dem ganzen Maintal das frohe Ereignis kündend. Vom Stadtturm spielte die Musik ‚Großer Gott wir loben dich‘, die Königshymne etc. und unter flotten Klängen des Prinzregent-Luitpold-Marsches setzte sich der erste fahrplanmäßige Zug 6.09 Uhr in Bewegung gegen Würzburg. Um 7 Uhr fand ein feierlicher Dankgottesdienst mit Tedeum (Großer Gott, wir loben dich) aus Anlass der glücklich vollendeten Bahn statt.“
Die Lokalbahn hieß im Volksmund nach dem Initiator das Baumann-Bähnle oder auch Schnäfterle, da die Lokomotiven die Steigung aus Dettelbach herauf so schwer „schnauften“.  Sieben Zugpaare sollten täglich die Trasse befahren, doch war es am Ende nur eine Dampflokomotive mit ein paar Personen- und Güterwaggons. Diesen Luxus einer eigenen, nur fünf Kilometer langen Eisenbahnstrecke konnten die Dettelbacher nur gut 60 Jahre lang genießen.
Am 2. Oktober 1960 wurde der Personenverkehr eingestellt. 1966 endete auch der schwache Güterverkehr und 1968 erfolgte dann der Abbau der Gleisanlagen.